# Paperboy (video igra)
Paperboy (hrv. raznosivač novina) ime je za arkadnu igru koju je dizajnirala i prodavala tvrtka Atari, a vrti se oko dječaka na biciklu koji raznosi novine po predgrađima nekog grada. Igra je izašla 1984. godine, i bila je inovativna po svojoj temi i načinu upravljanja s glavnim protagonistom.

## Skopovlje
- Inačica matična ploče: Atari System 2
- Mikroprocesor: Digital Equipment Corporation DEC T-11
- Takt: 10 Mhz
- Zvuk:
  - Upravljanje zvukom i operacija s kovanicama: MOS 6502, takt: 2,2 Mhz
  - digitalni zvuk: 2 x POKEY integrirana kruga
  - glazba: Yamaha YM2151
  - sintetski govor: Texas Instruments TMS5220
- Zaštita: Slapstic model 137412-105.

## Inačice
Paperboy je doživio izdanje na mnogim drugim konzolama i na kućnim računalima svog vremema.
Inačice su bile sljedeće:
- 1986.:
  - BBC Micro i Acorn Electron
  - Commodore 64
  - ZX Spectrum
  - Apple II
  - TRS-80 Color Computer
- 1988.:
  - DOS
  - Apple IIGS
  - NES
- 1989.:
  - Atari ST
  - Amiga
- 1990.:
  - Game Boy
  - Atari Lynx
  - Sega Master System
- 1991.:
  - Sega Mega Drive